# Cascades Mac-Mac
Les cascades Mac Mac són unes cascades que es troben a Mpumalanga, Sud-àfrica. La cascada té 65 m d'altura i és coneguda perquè és parcialment visible des de la carretera R532, entre Sabie i Graskop.
Actualment hi ha dues caigudes d'aigua, una al costat de l'altre, però originalment només havia un salt d'aigua. Va ser partida en dos el 1873 per l'acció d'una excavadora.